# Nová Kyselka

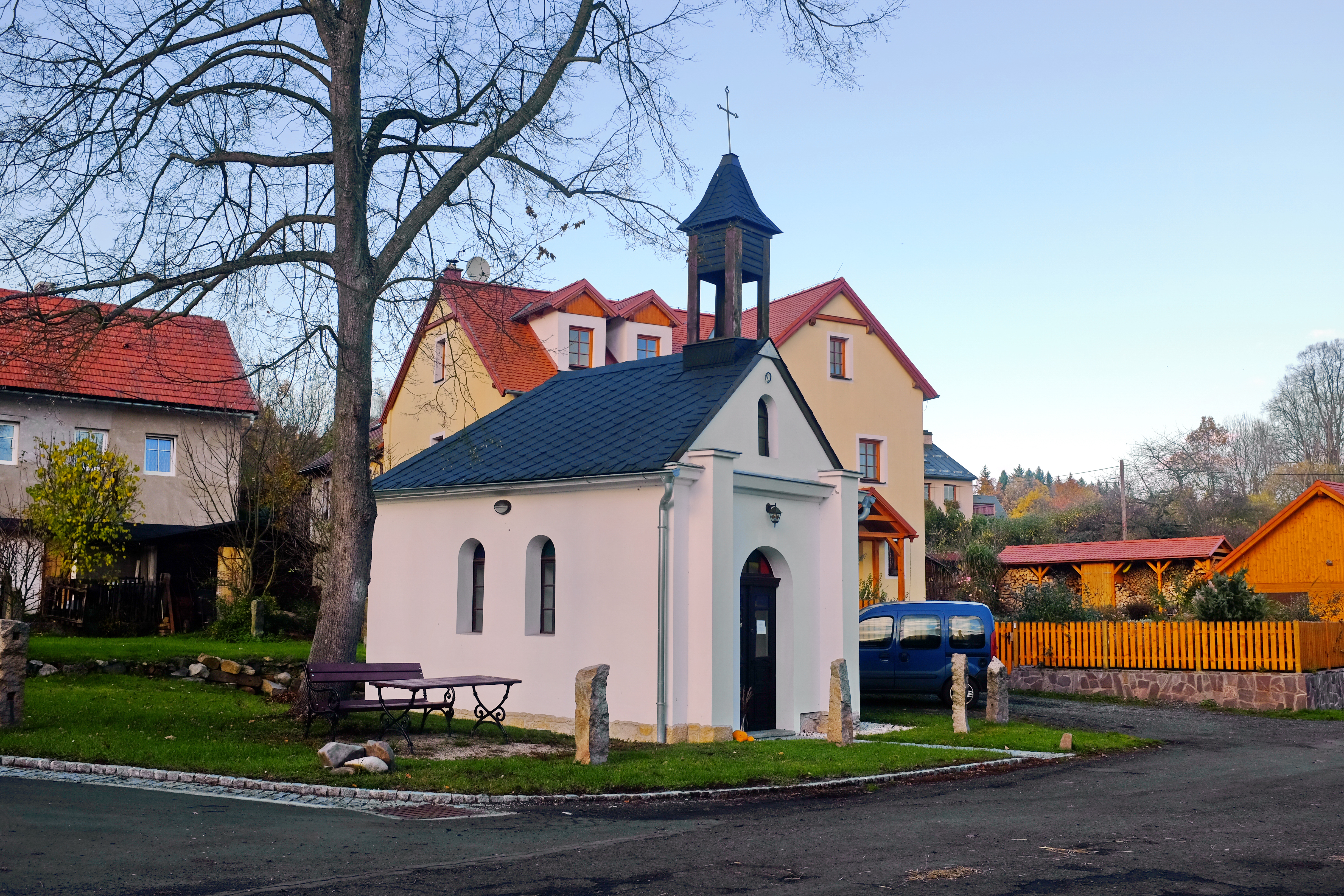
Dorfplatz mit Kapelle

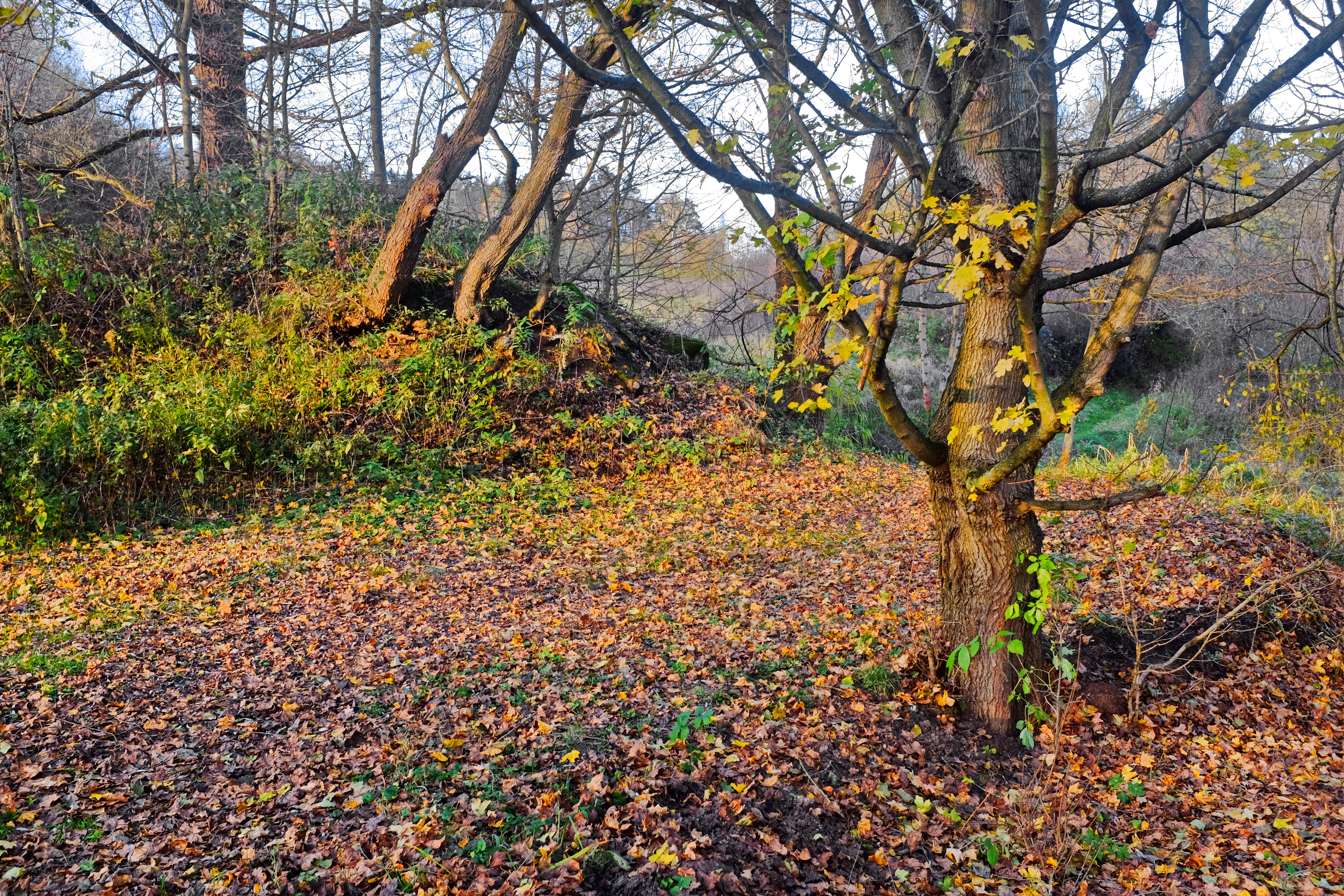
Überreste der Feste

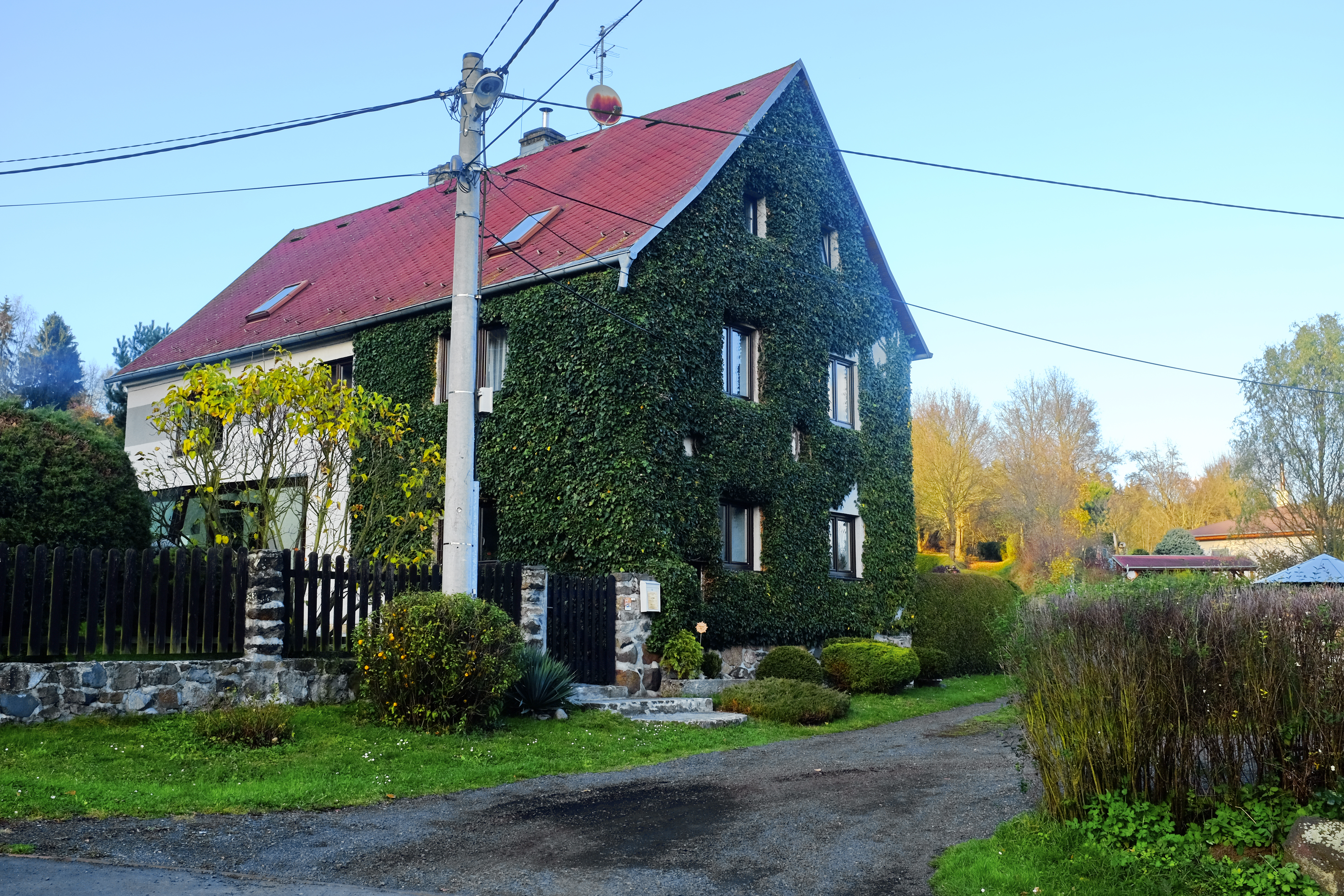
Ortsansicht

Nová Kyselka, bis 1950 Rydkéřov (deutsch Rittersgrün), ist ein Ortsteil der Gemeinde Kyselka in Tschechien. Er liegt neun Kilometer nordöstlich von Karlovy Vary und gehört zum Okres Karlovy Vary.

## Geographie
Nová Kyselka befindet sich linksseitig über dem tief eingeschnittenen Egertal in der Karlovarská vrchovina (Karlsbader Bergland). Nordwestlich erhebt sich der Studený vrch (Kalteberg; 569 m. n.m.), im Südwesten der Na Pastvinách (516 m. n.m.) sowie – jenseits der Eger – im Osten die Bučina (Buchkoppe; 582 m. n.m.) und südöstlich der Na Klobouku (604 m. n.m.).
Nachbarorte sind Radošov (Rodisfort) im Norden, Kyselka (Gießhübl Sauerbrunn) im Nordosten, Svatobor (Zwetbau) im Südosten, Dubina (Eichenhof) und Šemnice (Schömitz) im Süden, U mostu (Egerbrück) im Südwesten, Pulovice (Pullwitz) und Bor (Haid) im Westen sowie Stráň (Elm) im Nordwesten.

## Geschichte
Die Besiedlung erfolgte wahrscheinlich im 13. oder 14. Jahrhundert; aus dieser Zeit sind in Nová Kyselka Reste einer mittelalterlichen Feste erhalten.
Die erste urkundliche Erwähnung des Dorfes erfolgte im Jahre 1465. Rittersgrün gehörte damals zur Herrschaft Engelsburg und wurde nach dem Dreißigjährigen Krieg als konfiszierter Besitz des Leonhard Colonna von Fels 1622 an Hermann Czernin von Chudenitz verkauft. In dieser Zeit wurde die Herrschaft Engelsburg der Herrschaft Gießhübel zugeschlagen. 1829 trat Johann Anton Hladik die Herrschaft Gießhübel gemeinschaftlich seiner Tochter Antonia und dem Schwiegersohn Wilhelm von Neuberg ab.
Im Jahre 1845 bestand das im Elbogener Kreis gelegene Dorf Rittersgrün aus 18 Häusern mit 128 deutschsprachigen Einwohnern. Nach Rittersgrün konskribiert war die aus sechs Häusern, darunter dem Lumpen-Wirtshaus, bestehende Einschicht Lumpen bzw. Egerbrücken. Pfarrort war Zwetbau. Bis zur Mitte des 19. Jahrhunderts blieb Rittersgrün der Herrschaft Gießhübel untertänig.
Nach der Aufhebung der Patrimonialherrschaften bildete Rittersgrün ab 1849 einen Ortsteil der Gemeinde Elm im Gerichtsbezirk Karlsbad. Ab 1868 gehörte Rittersgrün zum Bezirk Karlsbad. Im Jahre 1869 bestand das Dorf aus 21 Häusern und hatte 118 Einwohner. In der zweiten Hälfte des 19. Jahrhunderts erfolgte der Bau der Kapelle. Rittersgrün löste sich zum Ende des 19. Jahrhunderts von Elm los und bildete zusammen mit Egerbrück und den Bärenhäuseln (Bernloh) eine eigene Gemeinde. Im Jahre 1900 hatte Rittersgrün 159 Einwohner, 1910 waren es 158.
Nach dem Ersten Weltkrieg zerfiel der Vielvölkerstaat Österreich-Ungarn, die Gemeinde wurde 1918 Teil der neu gebildeten Tschechoslowakischen Republik. Beim Zensus von 1921 lebten in den 33 Häusern von Rittersgrün 142 Deutsche. Der tschechische Ortsname Rydkéřov wurde 1924 eingeführt.
1930 lebten in den 34 Häusern der Gemeinde 168 Personen. Nach dem Münchner Abkommen wurde Rittersgrün 1938 dem Deutschen Reich zugeschlagen und gehörte bis 1945 zum Landkreis Karlsbad. Im Jahre 1939 hatte die Gemeinde 179 Einwohner. 1942 wurde Rittersgrün (ohne Egerbrück) mit den Gemeinden Rodisfort und Unter Lomitz sowie Teilen der Gemeinden Schömitz und Zwetbau zur neuen Gemeinde Gießhübl-Sauerbrunn mit den  Ortsteilen Rittersgrün, Rodisfort, Spitzberg, Unter Lomitz und Ziegendorf zusammengelegt. Nach dem Ende des Zweiten Weltkrieges kam Rydkéřov zur wiedererrichteten Tschechoslowakei zurück. Die während der Besatzungszeit erfolgte Gemeindefusion wurde 1945 aufgehoben. Nach der Aussiedlung der deutschen Bewohner wurde Rydkéřov mit Tschechen wiederbesiedelt. Zwischen 1946 und 1960 gehörte Rydkéřov zum Okres Karlovy Vary-okolí.
1949 fusionierten die Gemeinden Dolní Lomnice, Radošov und Rydkéřov zur Gemeinde Kysibl Kyselka, die im Jahr darauf in Kyselka umbenannt wurde. Zugleich erhielt auch Rydkéřov den neuen Namen Nová Kyselka.
Im Jahre 1950 lebten in den 31 Häusern von Nová Kyselka nur noch 79 Personen. Im Zuge der Gemeindegebietsreform von 1960 wurde das Dorf dem Okres Karlovy Vary zugeordnet. Beim Zensus von 1991 bestand Nová Kyselka aus 12 Häusern und hatte 38 Einwohner. Im Jahre 2001 lebten in den 17 Häusern des Ortsteils 39 Personen.

## Sehenswürdigkeiten
- Kapelle, erbaut in der zweiten Hälfte des 19. Jahrhunderts. Im Jahre 2012 wurde die Sanierung durch die Gemeinde abgeschlossen. Die neue Glocke wurde im November 2015 geweiht.[8]
- Trinkhalle (Picí hala) Nová Kyselka, heute Kino
- Alter Apfelbaum an der Straße nach Pulovice, Baumdenkmal
- Überreste der Feste

## Söhne und Töchter des Ortes
- Roland Neudert (* 1939), Schlagersänger